# Cokesovengas
Cokesovengas is een gasmengsel dat in een cokesfabriek wordt geproduceerd uit steenkool. Het heeft een iets andere samenstelling dan lichtgas (stadsgas), doordat er bij een hogere temperatuur verhit wordt. Dit wordt gedaan om hardere cokes te verkrijgen, die beter geschikt is voor de ijzerproductie. De verbrandingswarmte is ongeveer 18 000 tot 19 500 kJ/m3. Cokesovengas bestaat uit ongeveer 55-65% waterstofgas, 22-30% methaan, 2-3% zwaardere koolwaterstoffen, 4-9% koolmonoxide, 5-10% stikstofgas en 1-3% koolstofdioxide
Het wordt wel gemengd met het tamelijk laagcalorische hoogovengas tot hoogovenmenggas dat kan worden verbrand voor proceswarmte of voor de opwekking van elektriciteit.